# Krzysztof Wyrzykowski (dziennikarz sportowy)
Krzysztof Wacław Wyrzykowski (ur. 10 listopada 1944 w Warszawie) – polski dziennikarz i komentator sportowy, publicysta.

## Życiorys
W 1962 zdał maturę w XIV LO im. Klementa Gottwalda w Warszawie. W 1968 ukończył Wyższe Studium Języków Obcych Uniwersytetu Warszawskiego, zaś w 1971 Wydział Filologii Romańskiej Uniwersytetu Jagiellońskiego. Pracę dziennikarza zaczął w redakcji sportowej TVP w 1971. Dał się poznać głównie w czasie komentowania Wyścigu Pokoju. W połowie lat 70. pisywał do tygodnika „Sportowiec”. Działał później w NSZZ „Solidarność”, w związku z czym został negatywnie zweryfikowany jako dziennikarz i w czasie stanu wojennego pracował w latach 1982–1983 jako taksówkarz. W 1983 wyjechał do Francji i rozpoczął tam pracę w znanym dzienniku sportowym „L’Équipe”. W latach 2002–2019 współpracował z kanałem Eurosport Polska, gdzie komentował wraz z Tomaszem Jarońskim biathlon i kolarstwo. Komentatorzy prowadzą także wspólnie blog na stronie WWW stacji Eurosport. Od 2006 prowadził także program „Mój sport, moje życie” w stacji nSport. Od lutego 2013 do marca 2015 wspólnie z Patrykiem Mirosławskim prowadził program As wywiadu Extra na antenie telewizji Sportklub. Od listopada 2019 rozpoczął współpracę z Polsat Sport jako komentator biathlonu.

## Życie prywatne
Mieszka w Paryżu. Żona Małgorzata jest tłumaczem i lektorem języka francuskiego. Ma trzy córki, które ukończyły studia w Paryżu. W Polsce lubi spędzać czas w Beskidzie Małym.

## Odznaczenia
5 listopada 2010, z okazji 90-lecia PZKol prezydent RP Bronisław Komorowski nadał mu Krzyż Kawalerski Orderu Odrodzenia Polski za wybitne zasługi dla rozwoju i upowszechniania kolarstwa.

## Publikacje
- Tytani szos, „Sport i Turystyka”, 1978
- Kolarstwo (współautor Ryszard Szurkowski), „Sport i Turystyka”, 1979
- Być liderem (współautor Ryszard Szurkowski), Krajowa Agencja Wydawnicza, 1983
- Ja, Lubański: wspomnienia piłkarza Wigor, 1990
- I o to chodzi (współautor Robert Korzeniowski) Studio Emka, 2005
- Mój sport moje życie, „Pascal”, 2012
- Rach-ciach-ciach, czyli pchamy, pchamy (współautor Tomasz Jaroński), Burda Książki, 2015

### Tłumaczenia
- Equipe olympique Polonaise. Montreal 76, „Sport i Turystyka”, 1976
- Michel Platini, Moje życie jak mecz, „Glob”, 1990